# Chibi Maruko-chan
Chibi Maruko-chan (ちびまる子ちゃん) é uma série de mangá shōjo escrita e ilustrada por Momoko Sakura. A série descreve a vida cotidiana simples de Momoko Sakura, uma jovem que todos chamam de Maruko, e sua família no Japão suburbano no ano de 1974. Maruko é uma encrenqueira, todo episódio narra um de seus problemas e como ela e suas amigas conseguem resolver a situação. A série se passa no antigo Distrito de Irie (入江町), Shimizu, agora parte da Cidade de Shizuoka, local de nascimento de sua autora.
A primeira história sob o título "Chibi Maruko-chan" foi publicada na edição de agosto de 1986 da revista de mangá shōjo Ribon. Outras histórias semi-autobiográficas do autor apareceram em Ribon e Ribon Original em 1984 e 1985 e foram incluídas no primeiro tankōbon "Chibi Maruko-chan" em 1987. A autora começou a escrever e enviar tiras no último ano do ensino médio, embora Shueisha (a editora de Ribon e Ribon Original) não tenha decidido publicá-las até mais de um ano depois. A intenção do autor era escrever "ensaios em forma de mangá"; muitas histórias são inspiradas por incidentes de sua própria vida, e alguns personagens são baseados em sua família e amigos. O tom nostálgico, honesto e atencioso da obra tornou-a popular entre um público mais amplo.
Chibi Maruko-chan foi adaptado para uma série de anime da Nippon Animation, que foi ao ar pela Fuji Television e emissoras afiliadas de 7 de janeiro de 1990 a 27 de setembro de 1992. Também gerou inúmeros jogos, filmes de animação e merchandising, além de uma segunda série de TV que vai de 1995 até o presente. O estilo e os temas de Maruko às vezes são comparados aos quadrinhos clássicos Sazae-san. Em 1989, o mangá empatou para receber o Kodansha Manga Award por shōjo. Em 2006, os volumes coletados do mangá haviam vendido mais de 31 milhões de cópias no Japão, tornando-o o quinto mangá shōjo mais vendido de todos os tempos.

## Personagens
A série tem um grande número e variedade de personagens secundários e esporádicos, alguns inspirados em pessoas que Sakura conheceu. Uma parte deles estreou no anime e outros derivados do mangá original. A seguir, a descrição do personagem principal e dos membros da família que aparecem com frequência em todos os capítulos e episódios.

### Família Sakura
Momoko "Maruko" Sakura (さくらももこ, Sakura Momoko; まる子 Maruko)
Voz de: Tarako, Ação ao vivo: Ei Morisako (especial de 2006), Ayaka Ito (programa de 2007)
A protagonista, Maruko (nascida em 8 de maio de 1965), é uma aluna do terceiro ano de nove anos criada em uma família modesta de seis. Está implícito que o show é desenhado pela própria Maruko.
Sakiko Sakura (さくらさきこ, Sakura Sakiko)
Voz de: Yūko Mizutani (1990-2016), Machiko Toyoshima (2016-), Ação ao vivo: Mayuko Fukuda (especial de 2006), Maaya Murasaki (show de 2007)
Irmã mais velha de Maruko. Seu aniversário é 21 de março de 1963, fazendo 11 anos na série.
Hiroshi Sakura (さくらひろし, Sakura Hiroshi)
Voz de: Yūsaku Yara, Ação ao vivo: Katsumi Takahashi (especial de 2006), Masakazu Mimura (programa de 2007)
O pai de Maruko. Ele foi apresentado à mãe de Maruko por sua amiga. Seu aniversário é 20 de junho de 1934, completando 40 anos de idade durante a série.
Sumire Sakura (さくらすみれ, Sakura Sumire)
Voz de: Teiyū Ichiryūsai, Ação ao vivo: Michiko Shimizu (especial de 2006), Noriko Sakai (programa de 2007)
Mãe de Maruko. Sua data de nascimento é 25 de maio de 1934. É revelado em um episódio que seu nome de solteira é Kobayashi.
Tomozou Sakura (さくら友蔵, Sakura Tomozō)
Dublado por: Kei Tomiyama (1990-1995), Takeshi Aono (1995-2010), Bin Shimada (2010-), Ação ao vivo: Fuyuki Moto
O avô amável, mas distraído, de Maruko. Seu aniversário é 3 de outubro de 1898, fazendo dele 76 na série. A autora disse que ela usou seu próprio avô como modelo para Tomozou, mas que sua personalidade é o oposto de Tomozou.
Kotake Sakura (さくらこたけ, Sakura Kotake) Kotake Sakura (さくらこたけ, Sakura Kotake)
Voz de: Yūko Sasaki, Ação ao vivo: Yoshie Ichige (especial de 2006), Yoshiko Miyazaki (programa de 2007)
Avó de Maruko. Ela é sábia e sabe o que é bom para o corpo humano e veste um quimono tradicional. Ela nasceu em 4 de abril de 1902. Seu nome de Kotake nunca foi conhecido na série até aparecer em um mangá de 4 painéis (Yonkoma) em 1 de julho de 2007.

## Mídia

### Mangá
O mangá original de Chibi Maruko-chan foi publicado na revista Ribon, orientada a shōjo. 14 volumes foram publicados de julho de 1987 a dezembro de 1996, sendo o 15º publicado em fevereiro de 2003. Em julho de 2007, uma versão em quatro quadros de Chibi Maruko-chan foi publicada em todas as edições matinais de vários jornais japoneses, como o Tokyo Shimbun e o Chunichi Shimbun.
O 16º volume do mangá foi publicado em 15 de abril de 2009.

#### Spin-offs
Um mangá derivado de Momoko Sakura, intitulado Nagasawa-kun (永沢君, [ながさわくん] Erro: {{japonês}}: transliteration text not Latin script (pos 1: $2) (ajuda)) focando-se no personagem Kimio Nagasawa durante o ensino médio, foi publicado na revista Big Comic Spirits, da Shogakkan, de janeiro de 1993 a maio de 1995. Foi adaptado para um drama de ação ao vivo, estreando na TBS Television em 1 de abril de 2013.
Uma versão paródica do mangá Chibi Maruko-chan intitulada Chibi Shikaku-chan (ちびしかくちゃん) foi publicada na revista Grand Jump, da Shueisha, a partir de 19 de outubro de 2016.

### Anime

#### Primeira série
Chibi Maruko-chan foi ao ar originalmente na Fuji Television e nas emissoras de TV afiliadas. Foram transmitidos 142 episódios, de janeiro de 1990 a setembro de 1992. Maruko foi dublada por Tarako; outros dubladores incluíam Kappei Yamaguchi e Hideki Saijo. A autora original do mangá, Momoko Sakura, escreveu o teleplay para a maioria dos episódios. A primeira série foi dirigida por Yumiko Suda, animada por Masaaki Yuasa (que mais tarde dirigiu o Mind Game em 2004), enquanto a música foi composta por Nobuyuki Nakamura. A série alcançou uma audiência de 39,9% em 28 de outubro de 1990, a mais alta classificação já alcançada por uma série de animação no Japão. A outra música, Odoru Ponpokorin, se tornou um sucesso e foi interpretada por vários artistas, incluindo KinKi Kids e Captain Jack. A série foi exportada para toda a Ásia e foi especialmente popular em Taiwan. Além disso, 65 episódios foram dublados em árabe (chamado maruko-alsaghera, que significa Little Maruko), onde atraiu a atenção de pessoas de todas as idades. Também foi ao ar na Alemanha com o mesmo título que o original e foi transmitido pela RTL II, Super RTL e Jetix. Foi ao ar durante a semana em Nick India, na Índia.
- Tema de abertura

1. Yume Ippai (ゆめいっぱい "Full of Dreams"), de Yumiko Seki (eps. 1-142)

- Temas finais:

1. Odoru Pompokolin (おどるポンポコリン) por B.B.Queens (eps. 1-66)
2. Hashire Shoujiki-mono (走れ正直者 "Run, Honest Person") por Hideki Saijo (eps. 67-142)

#### Segunda série
Uma segunda série estreou na Fuji Television e nas emissoras afiliadas em janeiro de 1995, sendo transmitida aos domingos no horário das 18h, antes de Sazae-san às 18h30. A série é dirigida por Jun Takagi e Nobuyuki Nakamura, como a primeira série, compõe a música. A maioria dos dubladores da primeira série reprisou seu papel. Os primeiros 219 episódios foram escritos por Momoko Sakura, no entanto, ela supervisionou os roteiros do episódio 220 até sua morte em 2018. Em Espanha, o show está disponível através de VOD no site do bloco infantil da Neox, Neox Kidz. Na TV Japan, disponível nos Estados Unidos e no Canadá, a segunda série (começando com os episódios transmitidos em 2009) agora é transmitida semanalmente em japonês. Na América Latina, distribuído pela The Japan Foundation, o dub foi produzido no México e transmitido em várias redes de televisão locais, públicas e outras privadas.
- Temas de abertura

1. Ureshii Yokan (うれしい予感 "Feeling Happy") por Marina Watanabe (eps. 1-73), Chibi Maruko-chan (Tarako) (ep. 28)
2. Humming ga Kikoeru (ハミングがきこえる "Hear the Humming") por Kahimi Karie (eps. 74-179)
3. Odoru Ponpokorin (おどるポンポコリン) por ManaKana & Shigeru Izumiya (eps. 180-253)
4. KinKi no Yaruki Man Man Song (KinKiのやる気まんまんソング) by KinKi Kids (eps. 254-294)
5. Odoru Ponpokorin (おどるポンポコリン) por B.B.Queens (eps. 295-746; 793-807; 888-953)
6. Odoru Ponpokorin (versão de 2010) (おどるポンポコリン（2010年バージョン）) por Kaela Kimura (eps. 747-792)
7. Odoru Ponpokorin (versão de 25 anos) (おどるポンポコリン（ちびまる子ちゃん誕生25周年バージョン）) por B.B. Queens (eps. 808-887)
8. Odoru Ponpokorin (versão de 2014) (おどるポンポコリン（2014年バージョン）)（by E-Girls (eps. 954-1046)
9. Odoru Ponpokorin por Sakurako Ohara (especial 19)
10. Odoru Ponpokorin por Golden Bomber (eps. 1047-)

- Temas de encerramento

1. Hari-kiri Jiisan no Rock 'n' Roll (針切じいさんのロケン・ロール) por Hitoshi Ueki (eps. 1-27, 29-73)
2. Hari-kiri Jiisan no Rock 'n' Roll pelo Avô (Takeshi Aono) e as crianças (ep. 28)
3. Akke ni Torareta Toki no Uta (あっけにとられた時のうた) por Tama (eps. 74-130, 132-179)
4. Yume Ippai Shin Version (ゆめいっぱい（新バージョン） "Full of Dream (Nova Versão)")
5. Jaga Buttercorn-san (じゃがバタコーンさん) por ManaKana (eps. 180-230)
6. Chibi Maruko Ondo (ちびまる子音頭) por ManaKana (eps. 231-340)
7. Kyuujitsu no Uta (Viva La Viva) (休日の歌（Viva La Vida）) por Delighted Mint (eps. 341-416)
8. Uchū Dai Shuffle (宇宙大シャッフル "Big Shuffle in Outer Space") por Love Jets (eps. 417-481)
9. Arara no Jumon (アララの呪文) por Chibi Maruko-chan como Bakuchu Mondai (eps. 482-850)
10. Hyaku-man Nen no Shiawase!! (100万年の幸せ!! "The Happiness of 100 Thousand Years!!") por Kuwata Keisuke (eps. 851-)
11. Kimi o Wasurenai yo (キミを忘れないよ "I Won't Forget You") por Sakurako Ohhara

#### Live actions
Uma série live action foi exibida na Fuji Television em 2006. A série foi criada para comemorar o 15º aniversário de Chibi Maruko-chan e teve 3 episódios, a cada 2 horas. Todos os trajes e penteados são fiéis ao mangá original. Uma adoção de ação ao vivo em Taiwan também foi feita no dia 13 de março de 2017.
A segunda série de televisão e a série de live action foram transmitidas em 1080i HDTV.

#### Filmes
- Chibi Maruko-chan (Toho, 1990)[9]
- Chibi Maruko-chan: My Favorite Song (filme de TV, 1992)
- Chibi Maruko-chan: A Boy from Italy (2015)

### Jogos eletrônicos
Todos os títulos de Game Boy (que consistem em minijogos) foram desenvolvidos pela KID e publicados pela Takara. Os outros títulos foram publicados por diferentes empresas, como Namco, Konami, Epoch e Banpresto.
- Chibi Maruko-chan: Uki Uki Shopping (Famicom, 1990)
- Chibi Maruko-chan: Okozukai Daisakusen (Game Boy, 1990)
- Chibi Maruko-chan 2: Deluxe Maruko World (Game Boy, 1991)
- Chibi Maruko-chan: Harikiri 365-Nichi no Maki (Super Famicom, 1991)
- Chibi Maruko-chan 3: Mezase! Game Taishou no Maki (Game Boy, 1992)
- Chibi Maruko-chan 4: Korega Nihon Dayo Ouji Sama (Game Boy, 1992)
- Chibi Maruko-chan: Quiz de Piihyara (PC Engine, 1992)
- Chibi Maruko-chan: Waku Waku Shopping (Mega Drive, 1992)
- Chibi Maruko-chan: Maruko Deluxe Quiz (Arcade/Game Boy/Neo-Geo, 1995)
- Chibi Maruko-chan: Mezase! Minami no Island!! (Super Famicom, 1995)
- Chibi Maruko-chan no Taisen Puzzle Dama (Sega Saturn, 1995)
- Chibi Maruko-chan: Maruko Enikki World (PlayStation, 1995)
- Chibi Maruko-chan: Go Chounai Minna de Game Dayo! (Game Boy Color, 2001)
- Chibi Maruko-chan DS Maru-chan no Machi (Nintendo DS, 2009)
- Chibi Maruko-chan (Nintendo 3DS, 2016)